# Herzklopfen kostenlos
Herzklopfen kostenlos ist eine seit 1958 regelmäßig veranstaltete, von Heinz Quermann gegründete Castingshow, die ihren Ursprung in der DDR hat und die älteste Castingshow Deutschlands ist.

## Geschichte
Die Talente-Show wurde 1958 als Bühnenveranstaltung ins Leben gerufen. Von 1959 bis 1974 wurde sie im Fernsehen übertragen.
Teilnehmer, die durch die Show bekannt wurden, sind unter anderem Tanja Berg, Frank Schöbel, Nina Hagen, Brigitte Ahrens, Eberhard Hertel, Katharina Herz, Regina Thoss, Kristin Rempt, Ekki Göpelt, Monika Herz, Winfried Krause und Chris Doerk.
1997 übernahm Achim Mentzel die Präsentation der Nachwuchskünstler während der Talente-Show.  2009 startete die Talente-Show in die erste Phase der TV-Produktion für Internet und Regional-TV. 2010 vergab Herzklopfen kostenlos erstmals den „Bundes Talente Preis der Unterhaltungskunst“. Seit 2016 findet die Show wieder in Pößneck statt. Moderatorin ist Katharina Herz, die 1996 bei Herzklopfen kostenlos ihre Karriere begonnen hat. Talente werden gesucht für die Bereiche „Gesang und Instrumentales“ und „Artistik, Humor, Tanz und Zauberei“.